# Wabienice (gromada)
Wabienice – dawna gromada, czyli najmniejsza jednostka podziału terytorialnego Polskiej Rzeczypospolitej Ludowej w latach 1954–1972.
Gromady, z gromadzkimi radami narodowymi (GRN) jako organami władzy najniższego stopnia na wsi, funkcjonowały od reformy reorganizującej administrację wiejską przeprowadzonej jesienią 1954 do momentu ich zniesienia z dniem 1 stycznia 1973, tym samym wypierając organizację gminną w latach 1954–1972.
Gromadę Wabienice z siedzibą GRN w Wabienicach utworzono – jako jedną z 8759 gromad na obszarze Polski – w powiecie oleśnickim w woj. wrocławskim, na mocy uchwały nr 23/54 WRN we Wrocławiu z dnia 2 października 1954. W skład jednostki weszły obszary dotychczasowych gromad Wabienice, Jemielna (bez przysiółka Gutków), Gorzesław i Stronia ze zniesionej gminy Wabienice w tymże powiecie. Dla gromady ustalono 18 członków gromadzkiej rady narodowej. 
1 stycznia 1972 gromadę zniesiono, a jej obszar włączono do gromad: Bierutów (wsie Gorzesław i Wabienice) i Cieśle (wsie Stronia i Jemielna) w tymże powiecie.